# Aleksandr Dolgušin
Aleksandr Ivanovič Dolgušin (in russo Александр Иванович Долгушин?; Mosca, 7 marzo 1946 – Mosca, 17 aprile 2006) è stato un pallanuotista sovietico, vincitore di una medaglia d'oro alle Monaco 1972 ed una d'argento a Città del Messico 1968. Ha inoltre conquistato due ori europei (nel 1966 e nel 1970) e un oro mondiale nel 1975.